# Brignoles
Brignoles község Franciaországban, a Provence-Alpes-Côte d'Azur-on, Var megyében.

## Fekvése
Marseilletől 66 km-re, Aix-en-Provence-től 57 km-re, Toulon-tól 48 km-re fekvő település.

## Földrajza
Nyugat-Provence-ban, a Caramy síkságon, egykori bauxitbányászati területen található. A középkorban nagyon híres szilvatermelő hely volt, de a tizenhatodik században, a vallásháborúk idején több ezer fa elpusztult. A "Brignoles" szilva innen származik.

## Története
Brignoles helyén, a Caramy síkságon egykor egy hatalmas mocsár volt. Később, a római korban több villát is építettek itt. Az itt végzett ásatások alkalmával római villák maradványai, mérföldkövek kerültek napvilágra.
558-ban a terület castruma a szaracén támadások ellen nyújtott menedéket a lakosságnak.
A 12. században konzuli város volt, 1222-ben V. Raimond Berenger özvegye, Savoyai Beatrice grófnő élt itt haláláig.
A tizenharmadik század közepén II. Károly nápolyi király és felesége, a magyar származású Mária királyné vett itt birtokot és átépítették a régi kastélyt. Ebben a kastélyban született 1274-ben legidősebb fiuk, Toulouse-i Szent Lajos, Toulouse püspöke. 1297 augusztus 19-én, 23 évesen halt meg, az egész udvar és egykori tanára, Jacques Duez jelenlétében. Szent Lajos lett a védőszentje a városnak, ünnepe augusztus 19-én van.
1339-1343 között Jean de Mora volt Brignoles ura.
1403-ban, Louis II d'Anjou király és Aragóniai Yolande felmentette a lakosokat a sóadó és útdíj alól, és megerősítette a várost az ősi kiváltságaiban.
1536. augusztus 28-án hugenották szállták meg a várost.
1790. május 17 és 19 között Provence háromszáz városának és falvának képviselője Brignoles-ban egy szövetségi kölcsönös segítségnyújtási szerződést kötött.
A település ideiglenes prefektúra volt a francia forradalom idején, és al-prefektúra 1926-ig. Brignoles falai között VII. Pius pápa kétszer is megfordult.

## Kulturális rendezvények és ünnepségek
Minden év augusztus közepén Brignoles-ban megrendezik a három napon át tartó Középkori Napokat: utcai performanszok, kézművesek lepik el a szűk utcákat és tereket és a régi várost.

## Látnivalók és műemlékek
- Múzeum
- Szent Megváltó-templom (1012-1550)
- Ágostonrendi kápolna

## Itt születtek, itt éltek
- Agulhon (1926-2014) - történész, egyetemi tanár a College of France-ben. Brignoles-ban hunyt el 2014 május 28-án.
- Antoine Albalat (1856-1935) - író.
- Saint Louis Anjou (1274-1297) - Toulouse püspöke.
- François Arbaud Porchères, (1590-1640) - költő.
- François Granet (1692-1741) - irodalmár.
- Guisol François (1803-1874) - költő és író.
- Fabrice Hadjadj (született 1971) - filozófus és drámaíró.
- Jean-Jacques Jauffret (született 1965), filmrendező.
- Joseph Lambot (1814-1887) - a vasbeton feltalálója.
- Jean-Jacques Marcel (1931) - labdarúgó.
- Catherine Matausch (született 1960) - újságíró.
- Jean-Baptiste Maunier (született 1990) - színész.
- Morizur René (1944-2009) - zenész.
- Victor Nicolas (1906-1979) - szobrász.
- Parrocel (1646-1704) - festő.
- Christian Philibert (született 1965) - rendező és forgatókönyvíró.
- François Just Marie Raynouard (1761-1836) - író.
- Rossollin Adolphe (1781-1815) - költő.

## Galéria

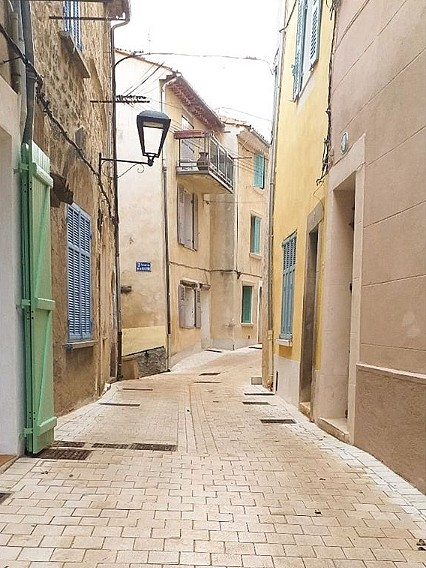
Hôpital-Vieux utca
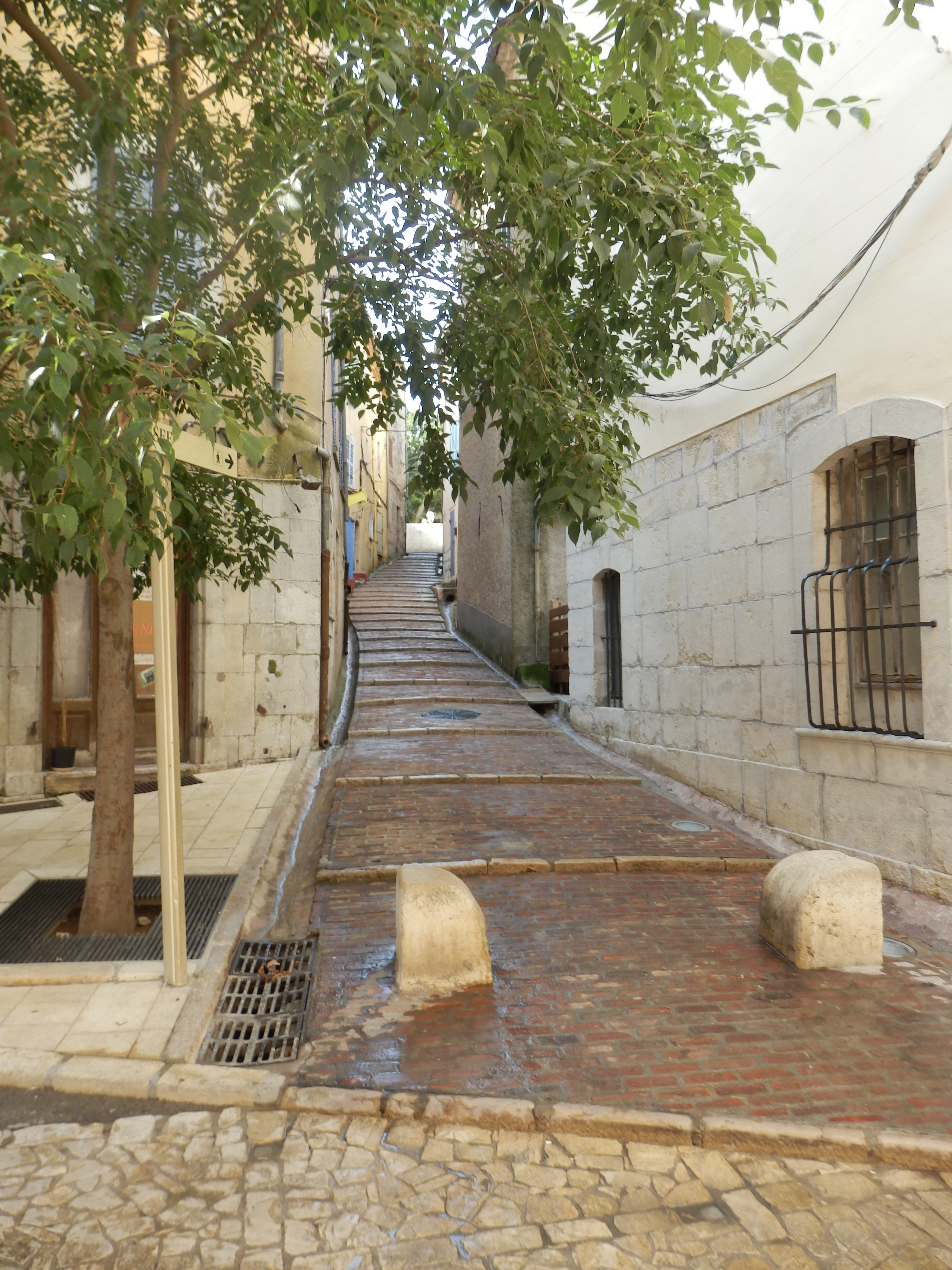
Grands Escaliers utca
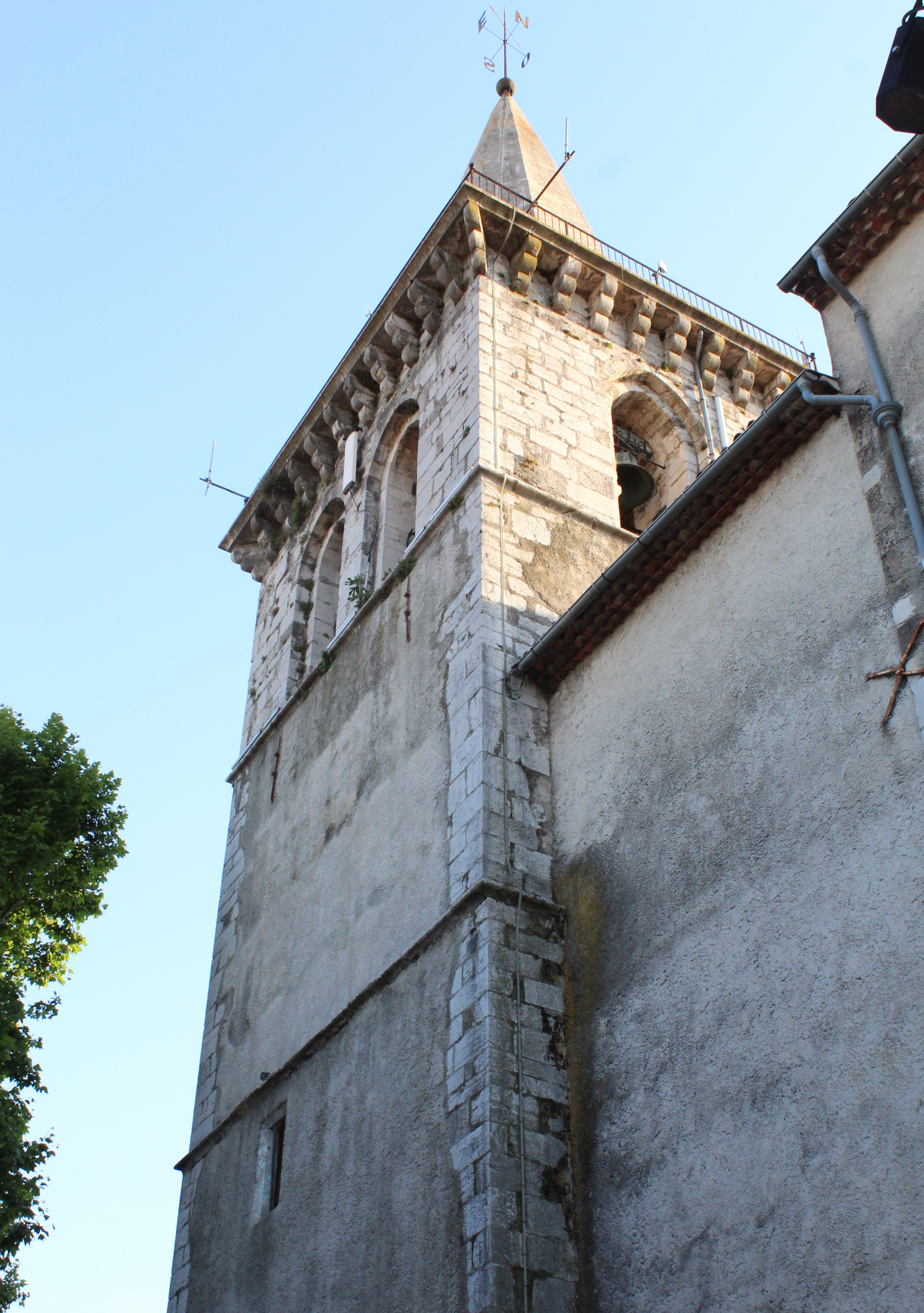
Szent Megváltó temploma
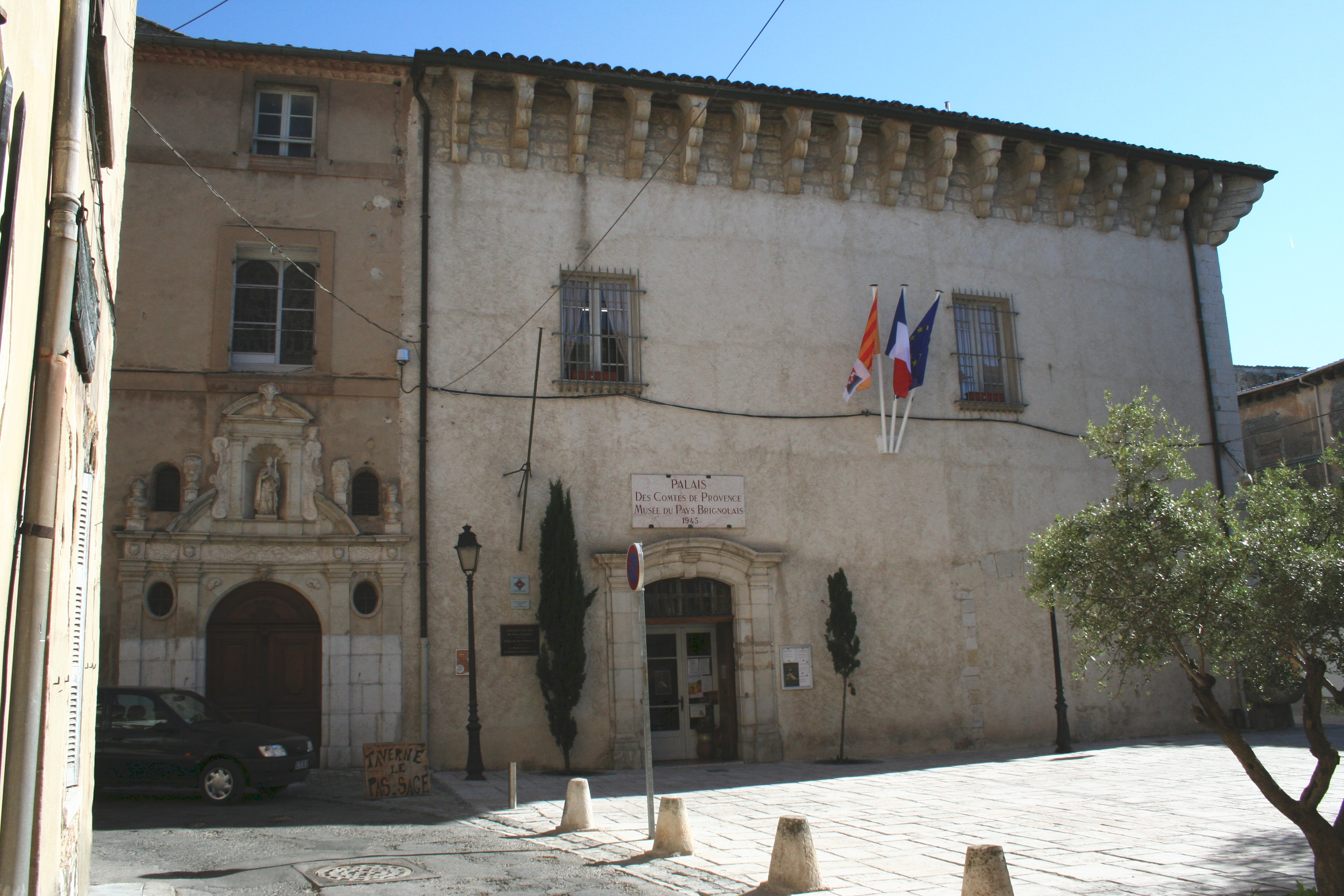
Palais des Comtes, ma múzeum